# روبرت دوير (سياسي)
روبرت دوير هو سياسي أمريكي، ولد في 27 أكتوبر 1914 في سان خوسيه في الولايات المتحدة، وتوفي في 5 ديسمبر 2013. نشط حزبياً في الحزب الديمقراطي. وقد انتخب عمدة سان خوسيه ‏.